# Nuoto ai Giochi della XXV Olimpiade - 100 metri dorso femminili
Hanno partecipato alle batterie di qualificazione 45 atlete: le prime 8 si sono qualificate per la finale A, le successive 8 invece si sono qualificate per la finale B.

## Finale A
28 luglio 1992
| Posizione | Atleta              | Paese             | Tempo      |
| --------- | ------------------- | ----------------- | ---------- |
|           | Krisztina Egerszegi | Ungheria          | 1:00.68 RO |
|           | Tünde Szabó         | Ungheria          | 1:01.14    |
|           | Lea Loveless        | Stati Uniti       | 1:01.43    |
| 4         | Nicole Stevenson    | Australia         | 1:01.78    |
| 5         | Janie Wagstaff      | Stati Uniti       | 1:01.81    |
| 6         | Joanne Meehan       | Australia         | 1:02.07    |
| 7         | Nina Živanevskaja   | Squadra Unificata | 1:02.36    |
| 8         | Yoko Koikawa        | Giappone          | 1:03.23    |

## Finale B
| Posizione | Atleta         | Paese         | Tempo   |
| --------- | -------------- | ------------- | ------- |
| 9         | Dagmar Hase    | Germania      | 1:02.93 |
| 10        | Marianne Kriel | Sudafrica     | 1:03.12 |
| 11        | Anna Simcic    | Nuova Zelanda | 1:03.30 |
| 12        | Noriko Inada   | Giappone      | 1:03.42 |
| 13        | He Chong       | Cina          | 1:03.50 |
| 14        | Nicole Dryden  | Canada        | 1:03.53 |
| 15        | Sylvia Poll    | Costa Rica    | 1:03.57 |
| 16        | Sandra Völker  | Germania      | 1:04.52 |

## Batterie di qualificazione
- Q = Qualificate per la finale A
- q = qualificate per la finale B

| Posizione | Atleta              | Paese             | Tempo          |
| --------- | ------------------- | ----------------- | -------------- |
| 1         | Krisztina Egerszegi | Ungheria          | 1:00.85 Q (RO) |
| 2         | Lea Loveless        | Stati Uniti       | 1:01.19 Q      |
| 3         | Tünde Szabó         | Ungheria          | 1:02.14 Q      |
| 4         | Nina Živanevskaja   | Squadra Unificata | 1:02.25 Q      |
| 5         | Janie Wagstaff      | Stati Uniti       | 1:02.29 Q      |
| 6         | Nicole Stevenson    | Australia         | 1:02.54 Q      |
| 7         | Yoko Koikawa        | Giappone          | 1:02.83 Q      |
| 8         | Joanne Meehan       | Australia         | 1:02.84 Q      |
| 9         | Sylvia Poll         | Costa Rica        | 1:02.88 q      |
| 10        | Sandra Völker       | Germania          | 1:02.90 q      |
| 11        | Anna Simcic         | Nuova Zelanda     | 1:03.12 q      |
| 12        | Marianne Kriel      | Sudafrica         | 1:03.22 q      |
| 13        | Noriko Inada        | Giappone          | 1:03.21 q      |
| 14        | Dagmar Hase         | Germania          | 1:03.35 q      |
| 15        | Nicole Dryden       | Canada            | 1:03.71 q      |
| 16        | He Chong            | Cina              | 1:03.83 q      |
| 17        | Ellen Elzerman      | Paesi Bassi       | 1:03.96        |
| 18        | Gilliam Thomson     | Filippine         | 1:04.32        |
| 19        | Joanne Deakins      | Regno Unito       | 1:04.38        |
| 20        | Claudia Stanescu    | Romania           | 1:04.44        |
| 21        | Eva Gysling         | Svizzera          | 1:04.50        |
| 22        | Jill Brukman        | Sudafrica         | 1:04.57        |
| 23        | Lorenza Vigarani    | Italia            | 1:04.65        |
| 24        | Kathy Read          | Regno Unito       | 1:04.97        |
| 25        | Lara Bianconi       | Italia            | 1:05.02        |
| 26        | Natalia Shibaeva    | Squadra Unificata | 1:05.08        |
| 27        | Nuria Castello      | Spagna            | 1:05.09        |
| 28        | Julie Howard        | Canada            | 1:05.26        |
| 29        | Malgorzata Galwas   | Polonia           | 1:05.36        |
| 30        | Helena Strakova     | Cecoslovacchia    | 1:05.36        |
| 31        | Martina Moravcová   | Cecoslovacchia    | 1:05.73        |
| 32        | Nathalie Wunderlich | Svizzera          | 1:05.75        |
| 33        | Celine Bonnet       | Francia           | 1:05.75        |
| 34        | Rita Garay          | Porto Rico        | 1:05.92        |
| 35        | Chang Ha Lee        | Corea del Sud     | 1:06.08        |
| 36        | Ana Barros          | Portogallo        | 1:06.11        |
| 37        | Maria Kotcheva      | Bulgaria          | 1:06.17        |
| 38        | Diane Lacombe       | Francia           | 1:06.31        |
| 39        | Anne Lackman        | Finlandia         | 1:06.46        |
| 40        | Darja Alauf         | Jugoslavia        | 1:06.81        |
| 41        | Tanja Godina        | Slovenia          | 1:06.97        |
| 42        | Sarah Murphy        | Zimbabwe          | 1:07.47        |
| 43        | Storme Moodie       | Zimbabwe          | 1:07.60        |
| 44        | Ana Fortin          | Honduras          | 1:08.24        |
| 45        | Rania Ellwani       | Egitto            | 1:10.12        |
|           | Sharon Pickering    | Figi              | DNS            |